# Neyriz (Verwaltungsbezirk)
Neyriz (persisch شهرستان نی ریز) ist ein Schahrestan in der Provinz Fars im Iran. Er enthält die Stadt Neyriz, welche die Hauptstadt des Verwaltungsbezirks ist.

## Demografie
Bei der Volkszählung 2016 betrug die Einwohnerzahl des Schahrestan 113.291. Die Alphabetisierung lag bei 87 Prozent der Bevölkerung. Knapp 57 Prozent der Bevölkerung lebten in urbanen Regionen.
| Zensusjahr | Einwohnerzahl |
| ---------- | ------------- |
| 2011       | 113.291       |
| 2016       | 113.291       |